# Pseudoselago quadrangularis
Pseudoselago quadrangularis là một loài thực vật có hoa trong họ Huyền sâm. Loài này được (Choisy) Hilliard miêu tả khoa học đầu tiên năm 1995.